# Frente Islâmica da Síria
A Frente Islâmica da Síria (em árabe: الجبهة الإسلامية السورية al-Jabhah al-Islāmiyya as-Sūriyyah) foi uma milícia islâmica de orientação sunita e jihadista que lutava para derrubar o governo de Bashar al-Assad durante a Guerra Civil Síria.
Este grupo possuía ideologias baseadas no salafismo e no fundamentalismo islâmico. Eles pretendiam implementar na Síria um Estado sob a lei islâmica.
Em novembro de 2013, o grupo foi praticamente dissolvido.